# Witold Stok
Witold Stok (* 14. Juni 1946 in Trani, Italien) ist ein polnischer Kameramann. Er ist Mitglied der Guild of British Camera Technicians (GBCT) und Ehrenmitglied der BSC. 
In seiner Karriere hat er u. a. mit den Regisseuren Krzysztof Kieślowski, Marek Piwowski, Nicolas Roeg, Stephen Poliakoff und Paweł Pawlikowski zusammengearbeitet. 

## Leben
Nach seinem Studium an der Staatlichen Filmhochschule in Łódź, das er 1972 mit einem Diplom als Kameramann abschloss, drehte er zunächst unter der Regie Krzysztof Kieślowski, der ebenfalls in Łódź studiert hatte, zwischen 1971 und 1980 sechs Kurzfilme, von denen einige auf Kurz- und Dokumentarfilm-Festivals mehrfach ausgezeichnet wurden. 
1981 wurde Stock für den Film „W biały dzień“ auf dem polnischen Spielfilmfestival Gdańsk mit dem Preis für die beste Kamera ausgezeichnet. 1982 verließ er Polen und emigrierte er nach Großbritannien. Hier war er zunächst als Kameraassistent bei Spiel- und TV-Film-Produktionen beschäftigt. 1992 war er Kameramann in Christopher Menauls TV-Film A Dangerous Man: Lawrence After Arabia.
Witold Stock hat in seiner Karriere 24 Spielfilme, 25 TV-Spielfilme und über 50 Dokumentarfilme fotografiert. Er lehrt als Dozent an der Arts University Bournemouth, der Goldsmiths, University of London und der Andrzej Wajda's Master School of Film Directing in Warschau.

## Filmografie (Auswahl)
- 1980: Der Bahnhof
- 1987: Eat the Rich
- 1987: Friendship’s Death
- 1989: Todesflug KAL 007 (Coded Hostile / Tailspin: Behind the Korean Airliner Tragedy, Fernsehfilm)
- 1991: Schließe meine Augen, begehre oder töte mich (Close My Eyes)
- 1992: A Dangerous Man: Lawrence After Arabia
- 1996: Silent Witness (Fernsehserie, 2 Folgen)